# Пурю-Сен-Реми
Пурю́-Сен-Реми́ (фр. Pouru-Saint-Remy) — коммуна во Франции, находится в регионе Шампань — Арденны. Департамент коммуны — Арденны. Входит в состав кантона Восточный Седан. Округ коммуны — Седан.
Код INSEE коммуны — 08343.
Коммуна расположена приблизительно в 220 км к северо-востоку от Парижа, в 100 км северо-восточнее Шалон-ан-Шампани, в 29 км к востоку от Шарлевиль-Мезьера.
С 1560 по 1642 год Пурю-Сен-Реми был частью Седанского княжества.

## Население
Население коммуны на 2008 год составляло 1232 человека.
| 1962 | 1968 | 1975 | 1982 | 1990 | 1999 | 2008 |
| ---- | ---- | ---- | ---- | ---- | ---- | ---- |
| 1363 | 1412 | 1385 | 1232 | 1166 | 1165 | 1232 |

## Администрация
| Период | Период | Фамилия        | Партия | Должность |
| ------ | ------ | -------------- | ------ | --------- |
| 1995   | 2001   | Жак Дожи       |        |           |
| 2001   | 2008   | Пьерет Капоани |        |           |
| 2008   |        | Жерар Мано     |        |           |

## Экономика
В 2007 году среди 747 человек в трудоспособном возрасте (15—64 лет) 527 были экономически активными, 220 — неактивными (показатель активности — 70,5 %, в 1999 году было 63,2 %). Из 527 активных работали 465 человек (268 мужчин и 197 женщин), безработных было 62 (29 мужчин и 33 женщины). Среди 220 неактивных 61 человек были учениками или студентами, 66 — пенсионерами, 93 были неактивными по другим причинам.

## Фотогалерея

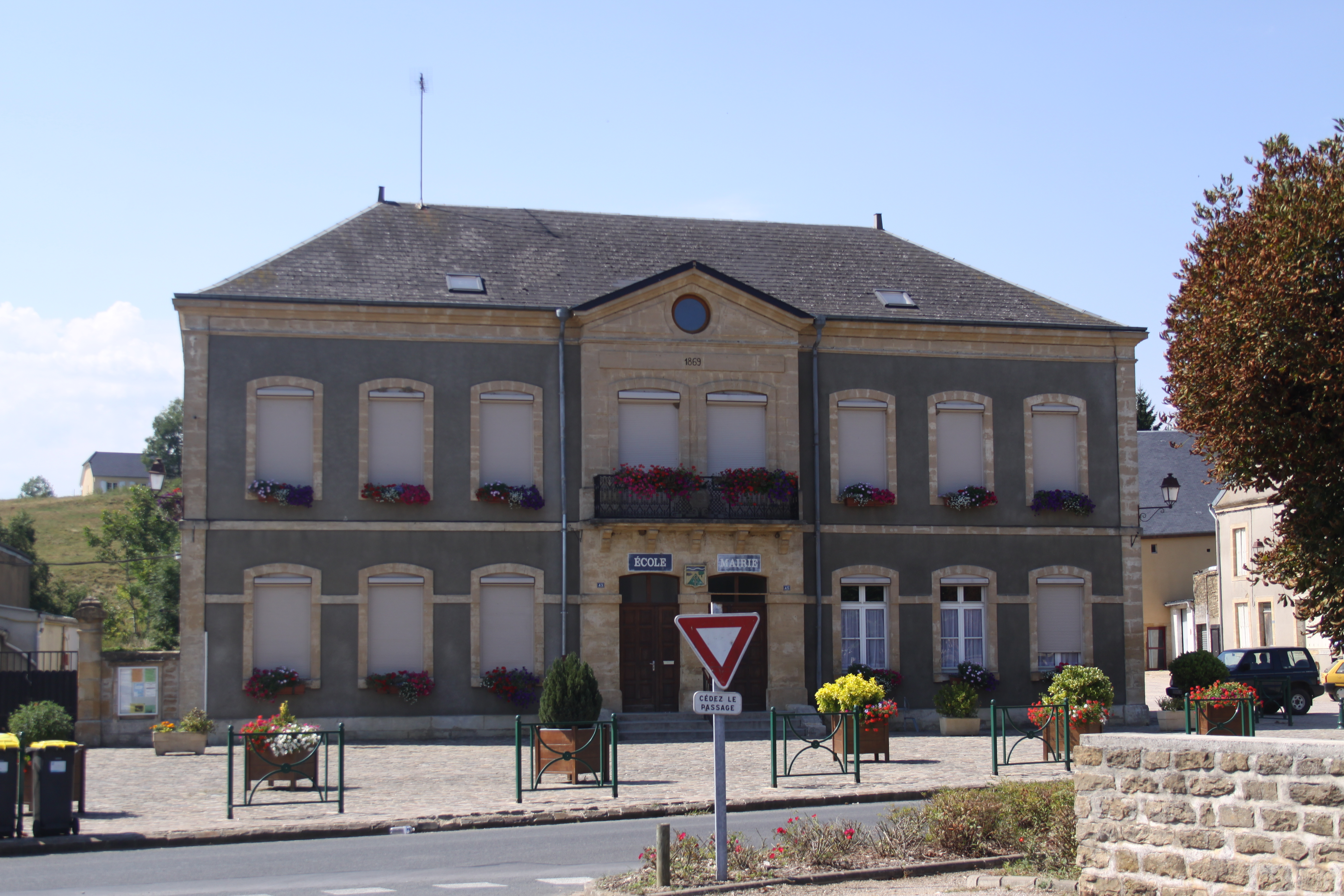
Мэрия
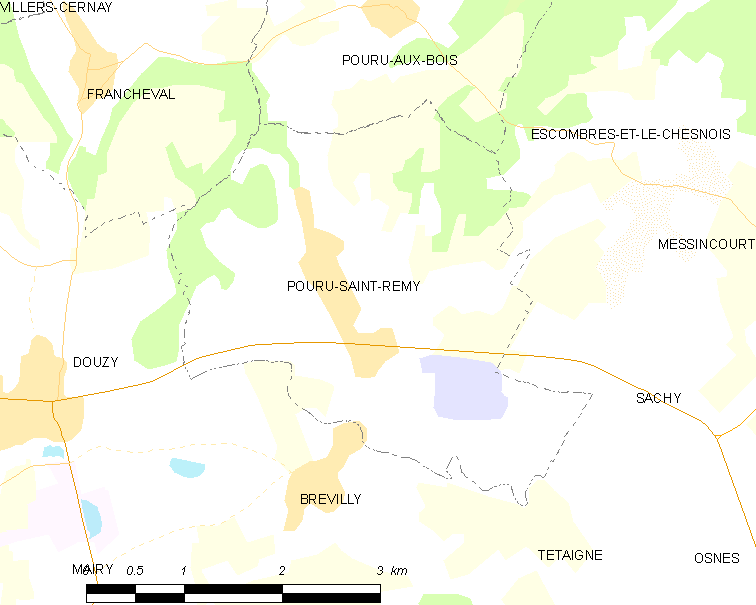
Карта коммуны